# Gabriel Deville
Gabriel Deville (8 de marzo de 1854 - 28 de febrero de 1940) fue un teórico, político y diplomático socialista francés. Fue un seguidor del movimiento Jules Guesde en la década de 1880 e hizo mucho para dar a conocer las teorías de Karl Marx sobre las debilidades del capitalismo a través de sus libros y artículos. Posteriormente, sin abandonar sus creencias, se volvió más pragmático y fue dos veces diputado en la Asamblea Nacional. Después de dejar el cargo, aceptó varios cargos diplomáticos.

## Primeros años
Gabriel Deville nació el 8 de marzo de 1854 en Tarbes, Altos Pirineos. Su familia tenía una fuerte tradición republicana. Su abuelo fue Jean-Marie-Joseph Deville (fr), Representante del Pueblo de 1848 a 1851 durante la Segunda República Francesa. Su tío era Amédée Deville, vicepresidente de la Sociedad Anatómica de París, que fue proscrito tras el golpe de Estado del 2 de diciembre de 1851. Gabriel Deville asistió a la escuela secundaria en Tarbes, luego estudió en las facultades de derecho de Toulouse y París, donde obtuvo su licencia como abogado.
Deville se unió a una sección marxista de la Asociación Internacional de Trabajadores en Toulouse cuando era estudiante de 17 años. Deville estudió las obras de Karl Marx, incluida la traducción de El capital de Joseph Roy. Deville se mudó a París para completar su título de abogado en 1872 y se unió a los radicales del Barrio Latino. Se convirtió en uno de los líderes de las discusiones.

## Teórico guesdista
Hablando de sus primeros años, Deville escribió: “En 1877, cuando yo era uno de los que comenzaban a propagar la teoría colectivista y marxista a través del periódico, apenas conocía los rudimentos... Aprendimos el socialismo al mismo tiempo que informábamos a nuestros lectores, y es indiscutible que a veces cometimos errores". El panfleto de Deville Blanqui libre (1878) retrataba a Louis Auguste Blanqui, ahora un anciano, como un líder benigno que había sufría de opresión. El folleto era vago sobre los principios revolucionarios de Blanqui. En la primavera de 1879 Deville intentó dar publicidad nacional a la campaña para elegir al preso Blanqui como diputado por Burdeos. Fue la figura clave en este esfuerzo guesdista, que fue visto como una forma de plebiscito nacional sobre la amnistía para los líderes de la Comuna de París.
A lo largo de la década de 1880, Deville apoyó Partido Obrero Francés (POF: Parti Ouvrier Francais) de Jules Guesde. Contribuyó al periódico L'Egalité de Guesde. Deville comenzó a ganar reputación como teórico socialista. Escribió varias obras sobre el socialismo, incluyendo Cours d'économie sociale - L'évalue du capital (1884), Philosophie du Socialisme (1886) y L'anarchisme (1887). Naturalmente, se opuso a los socialistas antiguesdistas, muchos de los cuales eran masones, y escribió mordazmente sobre el "socialismo masónico" de Benoît Malon. Como Guesdist, vio la desigualdad como un problema grave y escribió:

"Estoy bastante dispuesto a admitir que ha habido una mejora con respecto al pasado. De todos modos, ¿qué prueba tal comparación? No te preocupas por esas cosas si recuerdas que el bienestar es básicamente relativo. Para dar cuenta exacta de la mejora o degradación de las condiciones de la clase obrera, no se compara lo que consumen ahora con lo que consumían antes, sino la brecha existente entonces y ahora entre la condición del proletariado y la del capitalistas".

En agosto de 1882, Marx visitó París para visitar a sus dos hijas. Deville, Guesde y el yerno de Marx, Paul Lafargue, almorzaron un día con él en la casa de José Mesa y Leompart, y Marx luego le dijo a Friedrich Engels que estaba fatigado por su conversación animada, llena de "chismes y charlas". Cuando tanto Guesde como Deville dijeron que desafiarían a duelo a cualquiera que los llamara cobarde, Marx les dijo que la idiotez e inmadurez de sus comentarios era ofensiva. En 1887, La Socialiste de Lafargue, el órgano del movimiento guesdista, corría el riesgo de cerrar. Duc-Quercy, Lafarge y Guesde van a Marsella en un intento de ampliar la circulación. Deville donó fondos de una herencia, lo que mantuvo vivo el periódico hasta principios de febrero de 1888, cuando dejó de publicarse hasta septiembre de 1890.

## Socialista pragmático
A principios de la década de 1890, Deville se retiró gradualmente de la membresía formal de POF, aunque su trabajo continuó mostrando influencias guesdistas. El 1 de julio de 1893, George Diamandy publicó el primer número de L'Ère Nouvelle ("La nueva era"), una "mensual para el socialismo científico". Se veía a sí mismo como una revista tanto literaria como sociológica: dedicada a promover el naturalismo y el materialismo histórico. Provocaba abiertamente al público lector a explorar la obra de Émile Zola y atacaba a los críticos "reaccionarios". También se autodenominó con orgullo "ecléctico". L'Ère Nouvelle acogió artículos de pensadores marxistas de varios países de Europa: principalmente Friedrich Engels y Paul Lafargue, pero también Georgi Plekhanov, Clara Zetkin, Karl Kautsky, Jean Jaurès, Gabriel Deville y Jules Guesde. Deville publicó L'Etat et le Socialisme (1893), Socialisme, révolution, internationalisme (1893) y Principes socialistes (1896). Su Introducción a la versión abreviada de Le Capital, de Karl Marx, résumé et accompagné d'un aperçu sur le socialisme scientifique es un resumen magistral del análisis de Marx sobre el proceso de acumulación. Fue muy eficaz para hacer accesibles al público los argumentos de la extensa obra de Marx.
El 21 de junio de 1896, Deville fue elegido diputado por el primer distrito del distrito 4 de París en una elección parcial después de la dimisión de Désiré Barodet ( fr ). Se postuló en una plataforma anti-Guesdist, y fue uno de los vilipendiados por el POF por su "espíritu nefasto de vanidad personal y el hambre de ventajas". Se postuló para la reelección por el segundo distrito en 1898, pero fue derrotado y dejó el cargo el 31 de mayo de 1898. Por esta época, Jean Jaurès le pidió a Deville que lo ayudara a localizar material primario sobre la Revolución Francesa en el archivos parlamentarios. Aunque Deville todavía se interesaba teóricamente por los problemas económicos y sociales del capitalismo, ahora se había acercado mucho más a los socialistas independientes asociados con Jaurès. Deville escribió Thermidor et Directoire (1794-1799), un volumen de la Histoire socialiste de Jaurès. Su volumen estuvo dominado por el personaje de François-Noël Babeuf (Gracchus Babeuf), el líder de la "Conspiración de los Iguales" de 1796. Babeuf hizo una clara declaración de principios igualitarios, pero también fue pragmático y dispuesto a apoyar al Directorio contra la amenaza de la contrarrevolución monárquica.
En 1899 Deville apoyó la entrada de Alexandre Millerand en el gabinete de Pierre Waldeck-Rousseau. El 22 de marzo de 1903, Deville fue elegido para el cuarto distrito en una elección parcial para reemplazar a Daniel Cloutier (fr), que había fallecido. Derrotó a Maurice Barrès en la segunda ronda de votación. En la casa se posicionó con Juarès y Aristide Briand. Deville fue secretario del Comité para la Separación de la Iglesia y el Estado. Ferdinand Buisson fue presidente de este comité y Briand fue ponente. Participó activamente en los debates y propuso varias leyes. Deville se convirtió en miembro del Comité Central de Investigación y Publicación de Documentos sobre la Historia Económica de la Revolución Francesa en diciembre de 1903. En junio de 1905 se convirtió en miembro del Comité de Organización de Bibliotecas y Archivos. No se presentó a la reelección en las elecciones generales de 1906. Deville dejó el cargo el 31 de mayo de 1906.

## Carrera posterior
El 29 de abril de 1907, Deville fue nombrado ministro plenipotenciario de segunda clase, enviado extraordinario a Etiopía, pero no fue instalado. El 16 de julio de 1907 fue nombrado delegado de Francia ante la Comisión Europea del Danubio. El 6 de febrero de 1909 se convirtió en Director Adjunto de Asuntos de la Cancillería. El 5 de junio de 1909 fue nombrado enviado extraordinario y ministro plenipotenciario en Atenas. Se retiró después de esto.
Gabriel Deville murió a la edad de 85 años el 28 de febrero de 1940 en Viroflay, Yvelines.

## Publicaciones
Las publicaciones de Gabriel Deville incluyen:
- Gabriel Deville (1874), Des divers ordres de succession, Paris: typ. N. Blanpain.
- Gabriel Deville (1876), Biographie du citoyen Emile Acollas, Paris: A. Chaix.
- Gabriel Deville (1878), Blanqui libre, Paris: tous les libraires.
- Gabriel Deville (1883), Le capital : Aperçu sur le socialisme scientifique, Paris: H. Oriol.
- Gabriel Deville (1884), L'évolution du capital, Paris: H. Oriol.
- Gabriel Deville (1886), Philosophie du socialisme, Paris: Bibliothèque socialiste.
- Gabriel Deville (1887), L'Anarchisme, Paris: Librairie du Parti ouvrier.
- Gabriel Deville (1887), Le Capital, de Karl Marx, résumé et accompagné d'un aperçu sur le socialisme scientifique, Paris: C. Marpon et E. Flammarion.
- Honoré de Balzac (1888),  Gabriel Deville, ed., La Femme et l'amour, Paris: C. Lévy.
- Gabriel Deville (1890–1891), «Note sur le développement du langage», Revue de linguistique (Orléans: impr. de G. Jacob).
- Gabriel Deville (1895), Gabriel Deville. L'État et le socialisme, Paris: Groupe des étudiants collectivistes.
- Karl Marx; Friedrich Engels (1896), Le Manifeste du parti communiste par Karl Marx et Frédéric Engels, Aperçu sur le socialisme scientifique par Gabriel Deville, Bruxelles.
- Gabriel Deville (1896), Principes socialistes, Paris: V. Giard et E. Brière.
- Gabriel Deville (1901),  Jean Jaurès, ed., Thermidor et Directoire (1794–1799), Paris: J. Rouff.
- Gabriel Deville (1924), Calendrier nouveau et chronologie ancienne : Exemplaire avec des notes et des corrections manuscrites, Viroflay, Seine-et-Oise / Versailles: l'auteur / impr. de C. Barbier.
- Gabriel Deville, L'Entente, la Grèce et la Bulgarie (Notes d'histoire et souvenirs), Paris: E. Figuière.